# Sven Platzer
Sven Otto Allan Platzer, född 2 juni 1914 i London, död 22 mars 2014 i Caromb, sydöstra Frankrike, var en svensk civilingenjör, företagare och byggmästare.

## Biografi
Sven Platzer var son till den österrikiske officeren Franz Platzer och svenskan Louise Stenberg, bosatta i London. Vid utbrottet av första världskriget lämnade familjen London. Fadern blev inkallad till den österrikiska armén medan mor och son flyttade till Sverige och Göteborg, där Sven hade sin uppväxt.
Platzer tog examen i väg- och vattenbyggnad vid Chalmers tekniska högskola 1935 och fick sedan anställning vid Vattenbyggnadsbyrån. Han blev mellan 1939 och 1942 avdelningsingenjör i det då finska Petsamo där det gällde att uppföra en strategiskt viktig vattenkraftsdamm. Mellan 1942 och 1947 var han arbetschef vid Svenska Entreprenad AB (Sentab) och mellan 1943 och 1944 var han chefsassistent vid Kungliga Flygförvaltningens byggnadsavdelning. 
År 1948 startade han tillsammans med byggnadsingenjören Bo Widmark (1915–2002) byggentreprenadbolaget Widmark & Platzer. Företaget hörde under sin glanstid till Sveriges tio ledande byggnadsentreprenörer med uppdrag både i Sverige och ett femtiotal andra länder, bland annat Tyskland och Saudiarabien. Specialområde var bland annat anläggningsarbeten för kraftverk, tunnlar och gruvor samt bostadsproduktion under miljonprogrammet. Som mest hade företaget omkring 1 100 medarbetare. 
År 1969 fusionerade Widmark & Platzer tillsammans med flera andra byggbolag till Platzer Bygg AB, där Sven Platzer blev verkställande direktör. 1972 hade bolaget 1 800 anställda. 1997 sålde Platzer Bygg sin entreprenadverksamhet och blev ett renodlat fastighetsbolag under namnet Platzer Fastigheter.

## Uppdrag och utmärkelser
År 1941 blev Platzer officerare i Väg- och vattenbyggnadskåren (VVK) och var vid sin död den äldste officeren i kåren. Platzer var även en av grundarna för försvarets Byggnads- och Reparationsberedskapen (BRB) som bildades 1944. Han var styrelseledamot i Byggentreprenörerna, Sveriges allmänna exportförening och Statens institut för byggnadsforskning. 1954 bosatte sig familjen för två år i Filippinerna där Sven Platzer ledde ett kraftverksbygge. 
Platzer invaldes som ledamot av Kungliga Ingenjörsvetenskapsakademien 1971. Vid Chalmers 150-årsjubileum 1979 tilldelades han Gustaf Dalénmedaljen. År 2002 publicerade han boken Visioner och äventyr: minnen från 70 år som byggare. Sedan 2004 bodde han i Frankrike. Han gravsattes den 13 november 2014 på Galärvarvskyrkogårdens minneslund.